# مركب بيتسبرغ بي
مركب بيتسبرغ بي (بالإنجليزية: Pittsburgh Compound B)‏ واختصارا (PiB) هو مشابه بنيوي مشع لثيوفلافين تي ويمكن استخدامه في التصوير المقطعي بالإصدار البوزيتروني لتصوير لويحات بيتا النشواني في النسيج العصبي. بفضل خاصيته هذه، يمكن استخدام مركب بيتسبرغ بي في دراسات مرض آلزهايمر.

## الاستخلاص
يمكن تحضير مركب بيتسبرغ بي من 2-(4'-أمينوفينيل)-6- هيدروكسي بنزوثيازول عبر مثيلة [11C] بواسطة ميثيل تريفلات، يحدث التفاعل في حلقة استشراب السائل عالي الأداء (HPLC) ثم يستخلص بواسطة استخلاص الحالة الصلبة [الإنجليزية].

## في دراسات مرض آلزهايمر

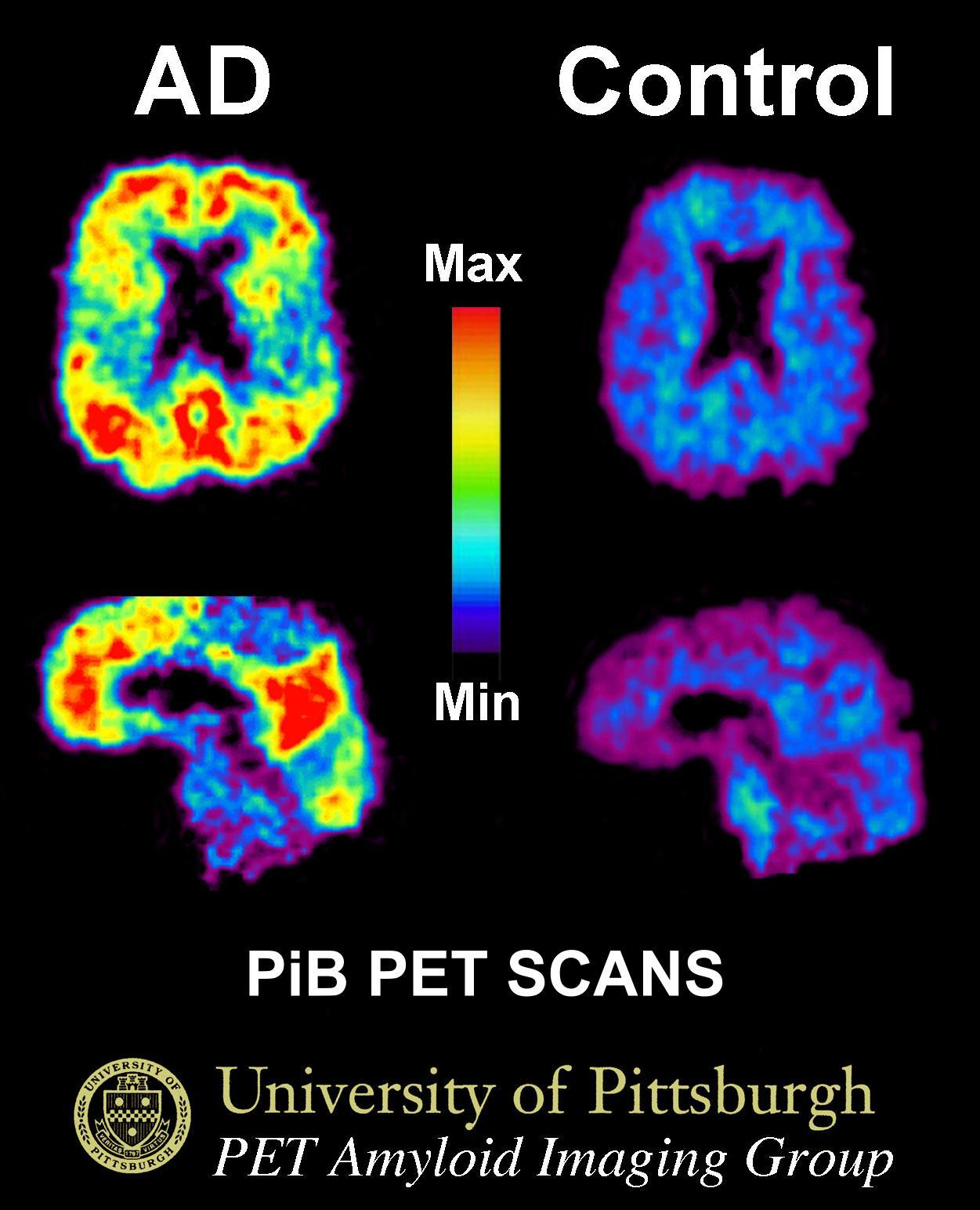
توضح هذه الصورة تصويرا مقطعيا بالإصدار البوزيتروني بمركب بيتسبرغ بي (PiB-PET) لمريض بآلزهايمر على اليسار وشيخ له ذاكرة طبيعية على اليمين. تُظهر المناطق الحمراء والصفراء تراكيز عالية لمركب بيتسبرغ بي في الدماغ وهذا يوحي بترسبات كبيرة للنشواني في تلك المناطق.

مركب 11C-PiB حاليا هو أكثر الربائط المشعة دراسة من أجل الاستخدام في التصوير المقطعي بالإصدار البوزيتروني للكشف عن بيتا النشواني في الدماغ. تُستخدم هذه التقنية في دراسات مرض آلزهايمر حيث أصبح العلماء المتخصصون في هذا المجال قادرين على القيام بدراسات تصوير عصبي حيوي غير باضع [الإنجليزية] في أدمغة أفراد في مراحل مختلفة من الخرف. تُسخدم القائفة المشعة مركب بيتسبرغ بي 11 ‏(11C-PiB) لقياس معدلات الارتباط المناطقية لـ11C-PiB، ما يسمح برؤية وقياس كمي لتراكمات بيتا النشواني. 11C-PiB هو مشتق فلوري من ثيوفلافين تي يستهدف بشكل خاص هيئات لييفات بيتا النشواني المتواجدة في لويحات صلبة وكثيفة بألفة وخصوصية عالية. بالتحديد، يرتبط مركب بيتسبرغ بي بلييفات Aβ40 وAβ42 واللويحات غير القابلة للذوبان التي تحتوي على هاذين الببتيدين. لا يرتبط مركب بيتسبرغ بي بألفة عالية مع لويحات بيتا النشواني القابلة للذوبان غير المكونة من لييفات حتى يبلغ الترسب في هذه اللويحات قدرا معينا لم يتم تحديده بعد. علاوة على ذلك، لا ترتبط القائفة المشعة بالتشابكات الليفية العصبية في المناطق العصبية بالدماغ أثناء تشريحات ما بعد الوفاة. تتراوح حقنة نموذجة من مركب بيتسبرغ بي بين 250-450 ميغا بيكريل (MBq) ويستغرق التصوير بين 40 و90 دقيقة. أثبت التصوير بمركب  11C-PiB وجود فرق كبير في الارتباط العطبي القشري بين الأفراد المصابين بمرض آلزهايمر ونظرائهم في السن الأصحاء إدراكيا المستخدمين كشواهد.